# 삼례중앙초등학교
삼례중앙초등학교는 대한민국 전북특별자치도 완주군에 있는 공립 초등학교이다.

## 학교 연혁
- 1908. 3. 31.	사립 영흥학교로 개교
- 1917. 2. 13.	사립 영신학교로 개명
- 1967. 4. 15.	공립 영신초등학교로 개칭
- 1969. 4. 30.	삼례중앙초등학교로 개명
- 2008. 3. 01.	글로벌 연구학교 지정 운영(3년간)
- 2013. 9. 01.	제 21대 오효열 교장 부임
- 2014. 2. 12.	제 96회 73명 졸업
- 2014. 3. 01.	17학급 편성 (367명, 특수학급 1학급 포함) 병설유치원 2학급 편성
- 2014. 3. 01.	인성교육 연구학교 지정 운영(1년간)

## 참고 자료
- 삼례중앙초등학교 - 한국교육학술정보원 학교알리미